# Isabel Sanford
Isabel Sanford (ur. 29 sierpnia 1917 w Nowym Jorku, zm. 9 lipca 2004 w Los Angeles) – amerykańska aktorka filmowa i telewizyjna.

## Filmografia
seriale
- 1964: Ożeniłem się z czarownicą jako Ciotka Jenny
- 1973: Żar młodości jako Sylvia
- 1993: Nowe przygody Supermana jako Panna Duffy
- 1999: Egzamin z życia jako Evelyn 'Nana' Smith

film
- 1967: Zgadnij kto przyjdzie na obiad jako Tillie
- 1972: Jak się zabawić? jako Maria
- 1972: Nowi centurionowie jako Wilma
- 1996: Original Gangstas jako Gracie Bookman
- 1999: Click Three Times jako Dorothy

## Nagrody i nominacje
Została uhonorowana nagrodą Emmy, a także otrzymała pięciokrotnie nominację do nagrody Złotego Globu i sześciokrotnie do nagrody Emmy. Posiada swoją gwiazdę na Hollywoodzkiej Alei Gwiazd.